# 歐羅普斯基酒店

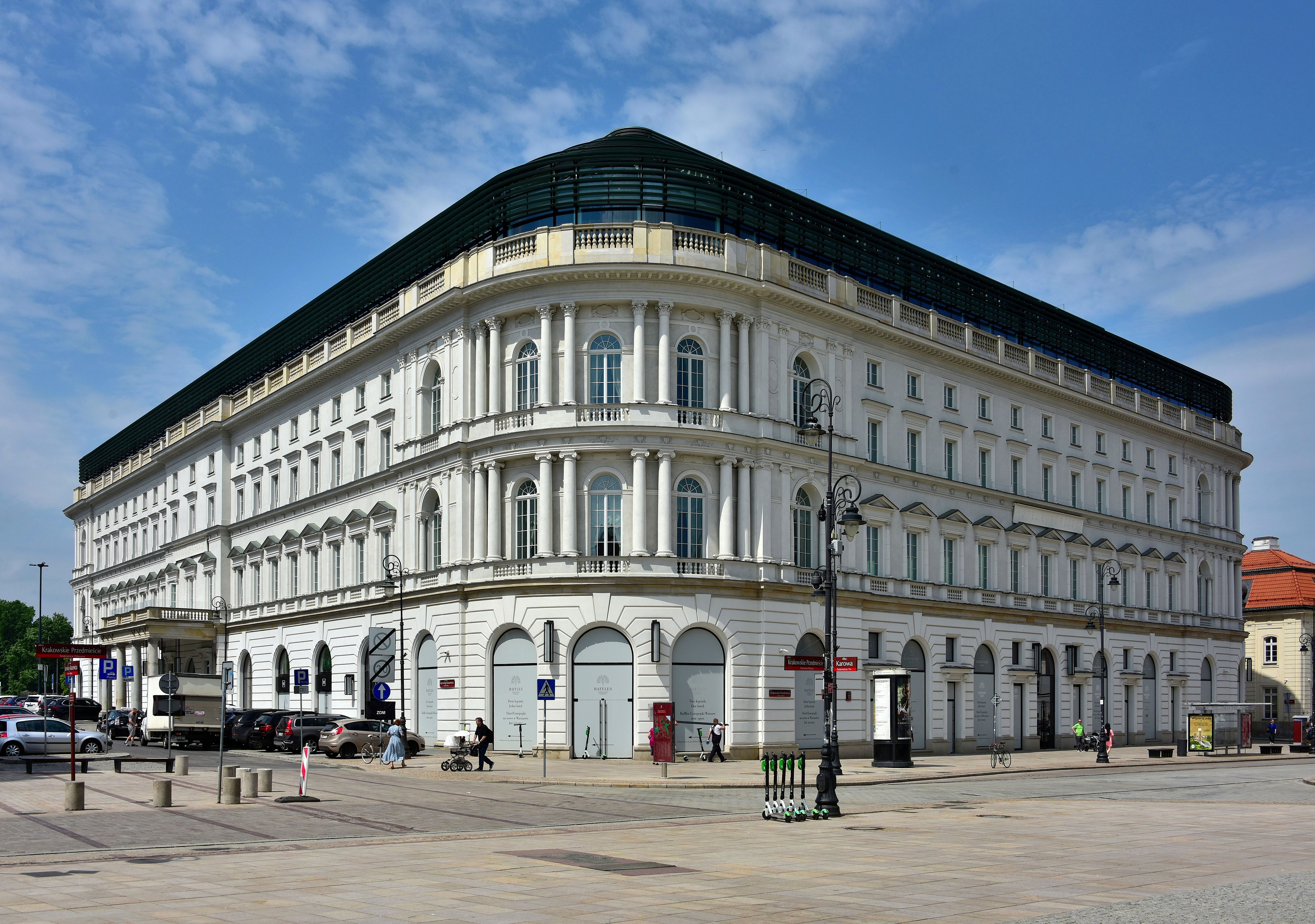
歐羅普斯基酒店

歐羅普斯基酒店（Hotel Europejski）是位於波蘭首都華沙的一座酒店，靠近華沙老城區，開業於1857年。二戰期間曾被德軍佔領，後在戰火中被毀。酒店在1950年代重建，在1962年重新開業。2013年初酒店開始翻新，並將在2015年重新開業
。

## 外部連結
- Official website of the Hotel Europejski （页面存档备份，存于）

52°14′30″N 21°0′52″E / 52.24167°N 21.01444°E